# Marathon de Londres 2019
Navigation
2018 2020
Le Marathon de Londres de 2019 est la 39e édition du Marathon de Londres au Royaume-Uni qui a lieu le dimanche 28 avril 2019.
La course masculine est remportée par le Kényan Eliud Kipchoge, déjà vainqueur en 2015, 2016 et 2018, dans le temps de 2 h 2 min 37 s. L'épreuve féminine est remportée par sa compatriote Brigid Kosgei en 2 h 18 min 20 s.

## Faits marquants
- Le Kényan Eliud Kipchoge remporte son quatrième Marathon de Londres et devient seul détenteur du record au nombre de victoires de cette compétition. En courant en 2 h 2 min 37 s, il réalise également la deuxième meilleure performance mondiale après la sienne lors du Marathon de Berlin 2018 et un nouveau record du parcours (CR).

- L'Éthiopien Mosinet Geremew est le troisième coureur de l'histoire après Eliud Kipchoge et Dennis Kimetto à courir un marathon en dessous des 2 heures et 3 minutes. Il réalise 2 h 2 min 55 s lors de cette course[1].

- Le Britannique Mohamed Farah n'obtient qu'une 5e et décevante place.

- Le Kényan Daniel Wanjiru, vainqueur de l'édition 2017, n'obtient qu'une 11e et décevante place en réalisant 2 h 8 min 40 s.

- Le Kényan Wilson Kipsang, ancien détenteur du record du monde sur marathon, n'obtient qu'une 12e place chez les hommes en réalisant 2 h 9 min 18 s[2].

- Les deux premières places chez les femmes sont inversées par rapport à l'année précédente avec la victoire de la Kényane Brigid Kosgei (en 2 h 18 min 20 s) devant sa compatriote Vivian Cheruiyot (en 2 h 20 min 14 s).

- La Britannique Hayley Carruthers termine son marathon sur les genoux à quelques mètres de l'arrivée. Elle se classe à la 18e place chez les femmes en 2 h 33 min 59 s[3].

- L'ancienne joueuse de tennis française Amélie Mauresmo participe à l'épreuve et termine en 3 h 22 min 45 s[4].

- Cette édition établit un nouveau record de finishers avec 42 549 coureurs passant la ligne d'arrivée de l'épreuve[5].

## Résultats

### Hommes
| Rang | Athlète           | Nationalité | Temps               |
| ---- | ----------------- | ----------- | ------------------- |
| 1    | Eliud Kipchoge    | Kenya       | 2 h 2 min 37 s (CR) |
| 2    | Mosinet Geremew   | Éthiopie    | 2 h 2 min 55 s (PB) |
| 3    | Mule Wasihun      | Éthiopie    | 2 h 3 min 16 s (PB) |
| 4    | Shura Kitata Tola | Éthiopie    | 2 h 5 min 1 s       |
| 5    | Mohamed Farah     | Royaume-Uni | 2 h 5 min 39 s      |
| 6    | Tamirat Tola      | Éthiopie    | 2 h 6 min 57 s      |
| 7    | Bashir Abdi       | Belgique    | 2 h 7 min 3 s (PB)  |
| 8    | Leul Gebresilase  | Éthiopie    | 2 h 7 min 15 s      |
| 9    | Yassine Rachik    | Italie      | 2 h 8 min 5 s (PB)  |
| 10   | Callum Hawkins    | Royaume-Uni | 2 h 8 min 14 s (PB) |

### Femmes
| Rang | Athlète            | Nationalité | Temps           |
| ---- | ------------------ | ----------- | --------------- |
| 1    | Brigid Kosgei      | Kenya       | 2 h 18 min 20 s |
| 2    | Vivian Cheruiyot   | Kenya       | 2 h 20 min 14 s |
| 3    | Roza Dereje        | Éthiopie    | 2 h 20 min 51 s |
| 4    | Gladys Cherono     | Kenya       | 2 h 20 min 52 s |
| 5    | Mary Keitany       | Kenya       | 2 h 20 min 58 s |
| 6    | Emily Sisson       | États-Unis  | 2 h 23 min 8 s  |
| 7    | Sinead Diver       | Australie   | 2 h 24 min 11 s |
| 8    | Carla Salomé Rocha | Portugal    | 2 h 24 min 47 s |
| 9    | Birhane Dibaba     | Éthiopie    | 2 h 25 min 4 s  |
| 10   | Charlotte Purdue   | Royaume-Uni | 2 h 25 min 38 s |